# Архиепархия Монпелье

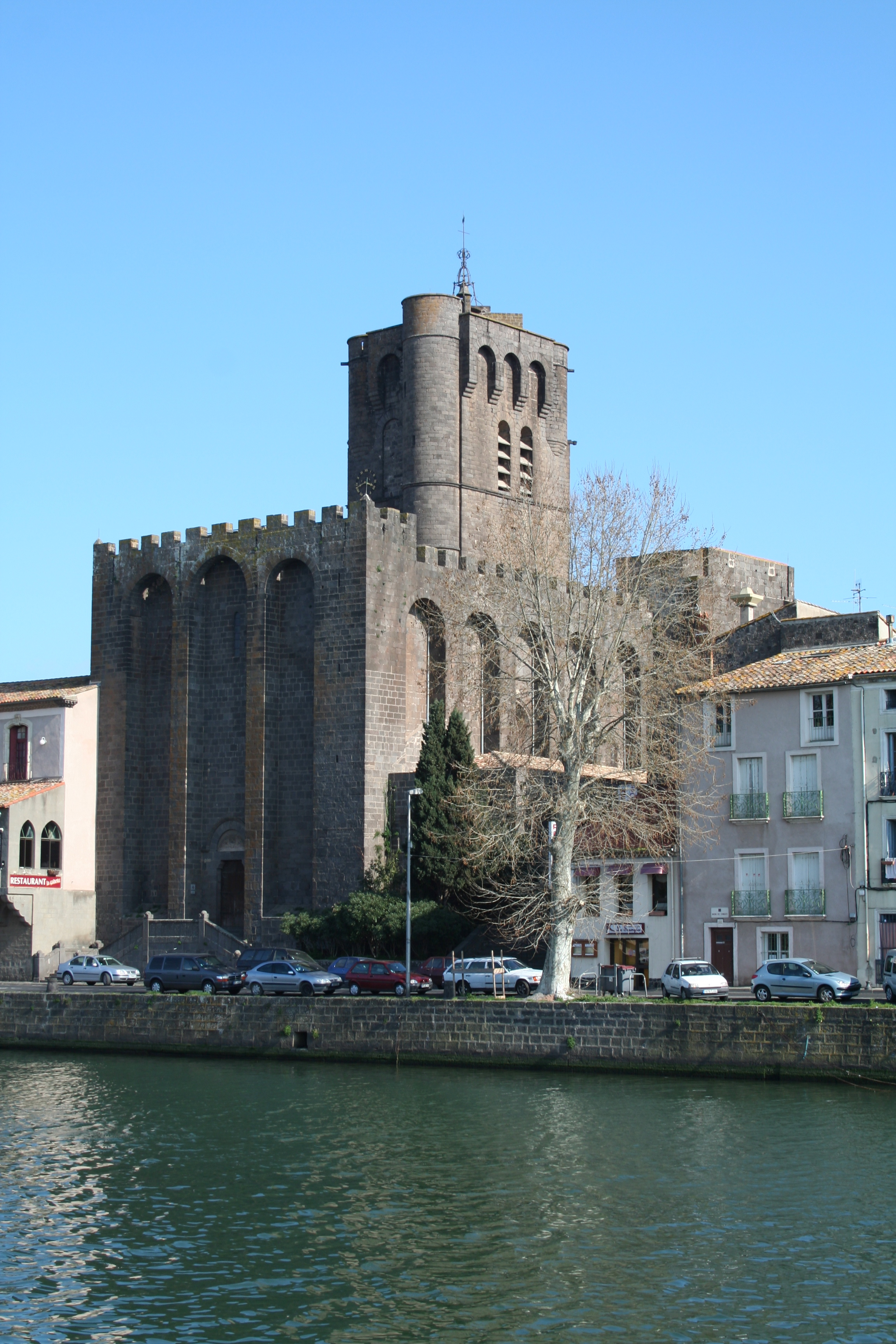
Собор Святого Петра, Агд

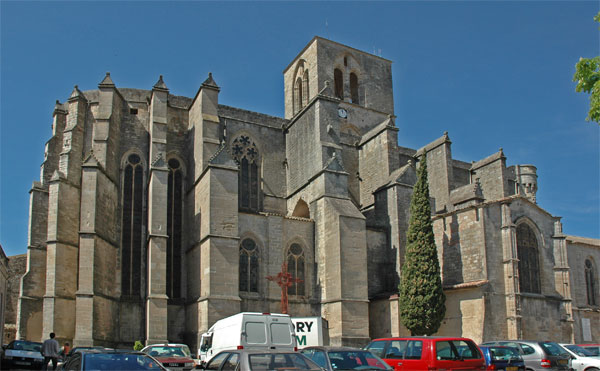
Собор Святого Фулькрана, Лодев

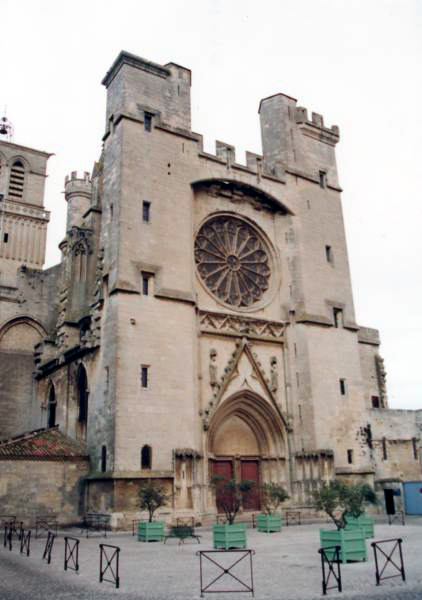
Собор Святого Назария, Безье

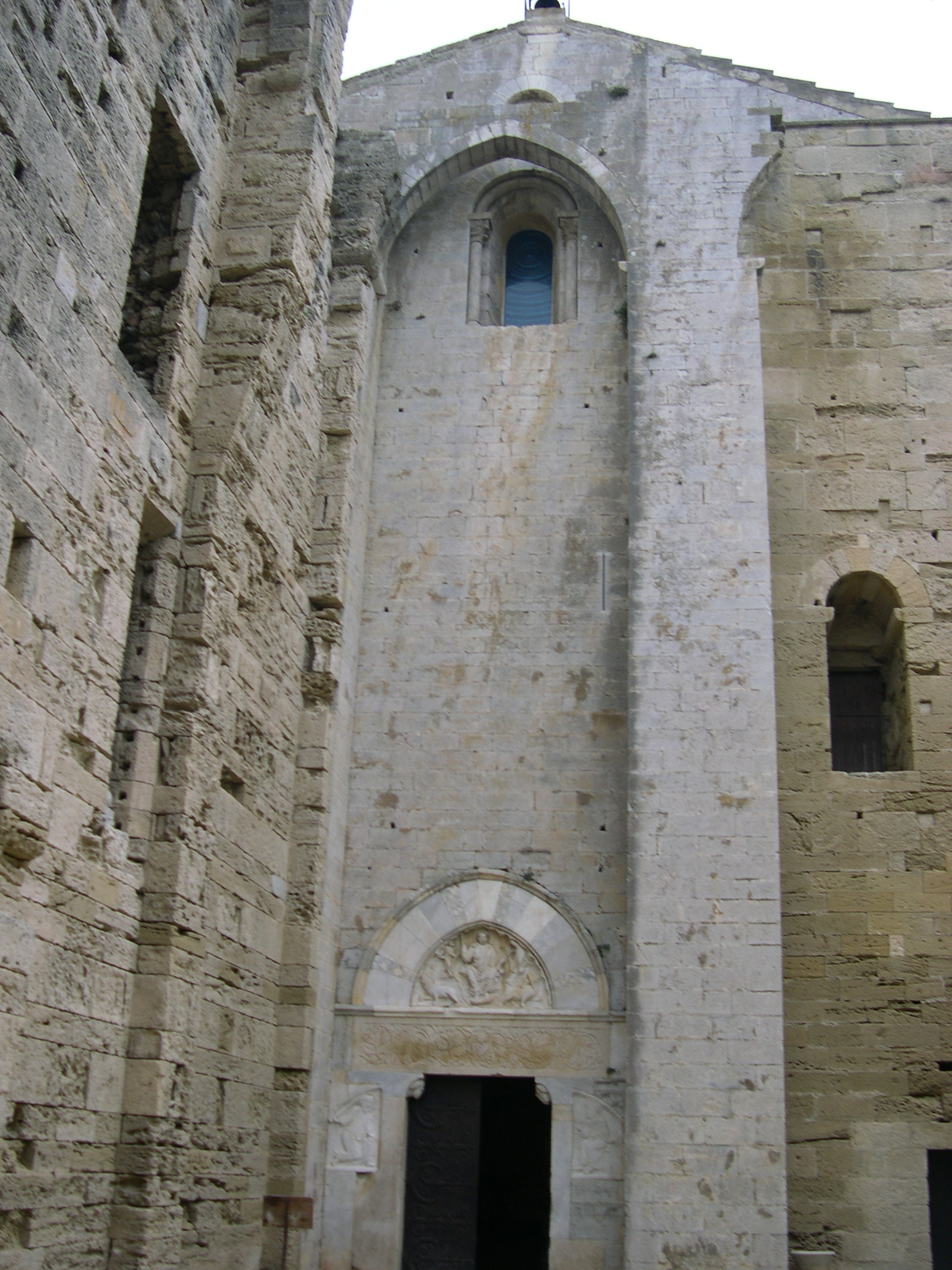
Собор Святых Петра и Павла, Мажюлон

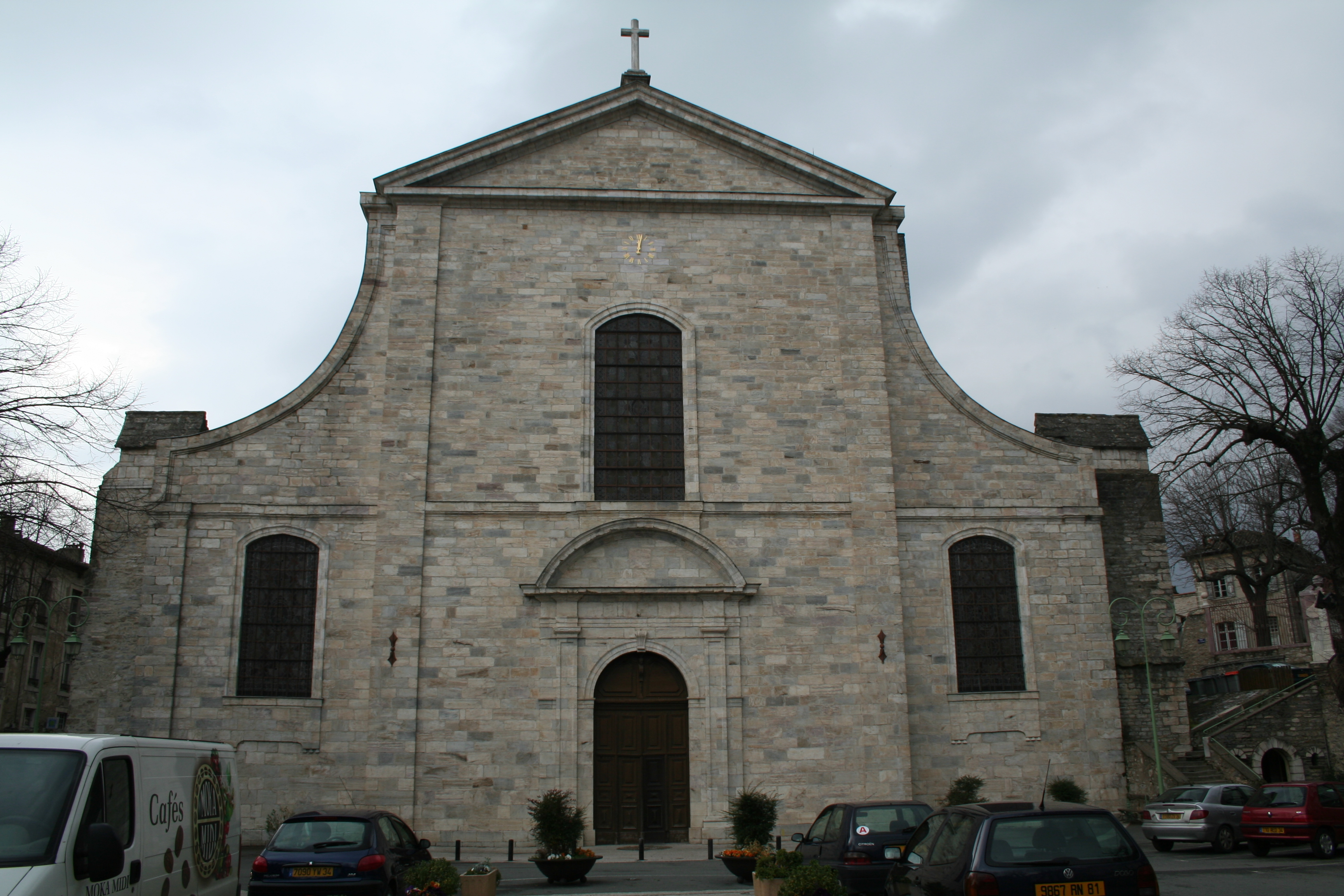
Собор Святого Понтия, Сен-Пон-де-Томье

Архиепархия Монпелье (лат. Archidioecesis Montis Pessulani(-Lotevensis-Biterrensis-Agathensis-Sancti Pontii Thomeriarum), фр. Archidiocèse de Montpellier) — архиепархия-митрополия Римско-католической церкви в церковной области Прованс-Средиземноморье во Франции. В настоящее время архиепархией управляет архиепископ Норбер Тюрини.
Клир епархии включает 348 священников (223 епархиальных и 125 монашествующих священников), 23 диакона, 174 монаха, 485 монахинь.
Адрес епархии: 22 rue Lallemand, B.P. 2137, 34026 Montpellier CEDEX 01, France.

## Территория
В юрисдикцию епархии входит 166 приходов в департаменте Эро.
Все приходы объединены в 10 пастырских миссий.
Кафедра архиепископа находится в городе Монпелье в церкви Святых Петра и Павла.
На территории епархии находятся пять церквей, некогда имевших статус соборов епархий: Святых Петра и Павла в Мажюлоне, Святого Стефана в Агде, Святого Фулькрана в Лодеве, Святого Назария в Безье и Святого Понтия в Сент-Понс-де-Томьер.
В церковную провинцию митрополии Монпелье входят:
- Архиепархия Монпелье;
- Епархия Каркассона;
- Епархия Манда;
- Епархия Нима;
- Епархия Перпиньян-Эльна.

## История
Кафедра Монпелье является преемницей древней кафедры Магелона. Первым епископом Магелона, о котором свидетельствуют письменные источники, был Боэций, участник Второго Нарбоннского Собора в 589 году. С самого основания епархия Магелона являлась епископством-суффраганством архиепархии Нарбонна. Город Магелон был полностью разрушен во время войны между Карлом Мартеллом и мусульманами. Кафедра епархии была на время перенесена в Сюбстансьон, но уже в XI веке епископ Арно вернул её в Магелон, после того, как город был полностью восстановлен.
Близ Магелона появились и в скором времени разрослись два селения — Монпелье и Монпельер. По преданию, эти села были основаны в X веке двумя сёстрами святого Фулькрана, епископа Лодева. Около 975 года они стали владением Рикюена, епископа Магелона. В 990 году епископ оставил за собой Монпельер, а Монпелье передал во владение семье Гильен. В 1085 году Пьер, граф Сюбстенсьена и Мельжюиля, стал вассалом Святого Престола через это графство и получил право участвовать в избрании епископов Магелона. Папа Урбан II назначил епископа Мажюлона смотрителем графства и провел пять дней в городе во время своей поездки по Франции, с проповедью о Первом крестовом походе. В 1215 году Папа Иннокентий III даровал графство Мельжюиль в лен епископу Магелона, который, таким образом, получил светскую власть в епархии, став граф-епископом.
С этого времени епископы Магелона имели право чеканить собственную монету. В 1266 году Папа Климент IV запретил епископу Беранже де Фрезюлю чеканить монеты с именем Мухаммеда. Эти монеты под названием «мильяренсис» епископ Мажюлона, вместе с королём Арагона и графом Тулузы, чеканили не для внутреннего рынка, а на экспорт.
В июле 1204 года Монпелье перешёл во владение короля Педро II Арагонского, сына последнего потомка семьи Гильенов. Хайме I Арагонский, сын Педро II, уступил город Королевству Майорки. В 1292 году Беранже де Фрезюль передал Монпельер королю Филиппу IV Французскому. В 1349 году Хайме III Майоркский продал Монпелье Филиппу VI, и, за исключением периода с 1365 по 1382 год, город находился в составе Франции.
Папа Урбан V, изучавший теологию и каноническое право в Университете Монпелье, был интронизирован в Папы кардиналом Одуа Обером, племянником Папы Иннокентия VI и епископом Мажюлона с 1352 по 1354 год. Этот Папа много покровительствовал епархии. В 1364 году в Монпелье им был основан бенедиктинский монастырь Святого Германа, и он лично посетил город во время его строительства (9 января — 8 марта 1367 года). Папа пожелал, чтобы город был окружён крепостной стеной, так, чтобы студенты могли жить и учиться в безопасности, и начал строительство канала между Монпелье и Средиземным морем.
Три церкви, одна за другой и на одном и том же месте, носили звание собора кафедры Магелон. Первая церковь V—VI века была переделана мусульманами в мечеть, когда в начале VIII века им удалось захватить Магелон. Она была разрушена по приказу Карла Мартелла, когда франки в 737 году отвоевали эти земли у мусульман. Возведение второй церкви, на руинах первой, связано с именем епископа Арно (1030—1060), который расширил прежнее здание и основал при храме капитул с регулярными канониками под руководством приходского священника. От этой церкви сохранилась лишь капелла Святого Августина, расположенная на южной стороне здания. В XII веке этот храм был также снесён, и на его месте построен новый собор, включавший, в частности, двухэтажный монастырь и апартаменты епископа. Новый алтарь в честь святых Петра и Павла был освящён в 1162 году епископом Жаном I де Моналором. Это церковное здание, хотя и с многочисленными изменениями, сохранилось по сей день.
По просьбе короля Франциска I, который жаловался на эпидемии и набеги пиратов, постоянно угрожавшие Магелону, 27 марта 1536 года Папа Павел III перенёс кафедру епархии в Монпелье.
В феврале 1560 года гугеноты под предводительством Гийома Може захватили Монпелье. Последовавшие вскоре за этим религиозные войны причинили значительный ущерб городу. Во время правления короля Генриха III здесь была создана своего рода кальвинистская республика. Город был отбит у протестантов королём Людовиком XIII в октябре 1622 года.
Епископ Шарль-Жоашен Кольбер де Круаси (1696—1738) покровительствовал ораторианцу Пюже, который в 1702 году издал знаменитый «Катехизис Монпелье», дважды осуждённый Святым Престолом, в 1712 и в 1721 году, за содержавшиеся в нём янсенистские доктрины.
После 1789 года из-за последствий Великой Французской революции епископ Монпелье был вынужден эмигрировать в Англию. Оттуда он продолжал руководить епархией посредством двух священников. По условиям конкордата 1801 года Папа Пий VII потребовал отставку у епископа, оставившего епархию без пастырского попечения. Епископ Монпелье готов был исполнить требование Папы, но по настоянию двенадцати других французских епископов, пребывавших в то время также в изгнании в Англии, его отставка не была принята. Сохраняя свой титул, епископ Жозеф Франсуа де Малид попросил верующих епархии повиноваться своим новым епископам, но всё же небольшое меньшинство прихожан отказалось признать их назначение легитимным.
По конкордату 1801 года все епархии во Франции были восстановлены. В 1822 году от епархии Монпелье отошла часть территории для основания новой архиепархии Альби. С 1802 по 1822 год епархия Монпелье входила в состав церковной провинции Тулузы, а с 1822 года — в состав церковной провинции Авиньона.
Буллой Qui Christi Domini Папы Пия VII от 29 ноября 1801 года территории нескольких упразднённых епархий вошли в состав епархии Монпелье. Это епархии Агда, Безье, Лодева и Сен-Пон-де-Томье.
бреве Папы от 16 июня 1877 года титул епископов Монпелье был изменён на епископов (ныне архиепископов) Монпелье, Безье, Агда, Лодева и Сен-Пона, в память об упразднённых епархиях.
8 декабря 2002 года епархия была возведена в ранг архиепархии-митрополии.

## Ординарии епархии

### Кафедра Магелона
- Боэций (585—589);
- Генезий (597—633);
- Гумильд (упоминается в 672);
- Викентий (упоминается в 683);
- Иоанн I (упоминается в 791);
- Рикуин I (812—817);
- Аргемир (упоминается в 818);
- Стабелл † (821—823);
- Мальдомер (867);
- Аббон (875—897);
- Гонтье (906—909);
- Понс (937—947);
- Рикуин II (упоминается в 975);
- Пьер де Мельгёй (999—1025);
- Арно I (1030 — 27.06.1060);
  - Бертран I (1061—1080), антиепископ;
- Годфруа (Жоффруа) (1080 — 22.12.1103);
- Готье де Лилль (1104 — 6.12.1128);
- Раймон I (1129 — 31.12.1158);
- Жан I де Монлор (1159 — 24.02.1190);
- Гильом де Раймон (1190 — 17.01.1195);
- Гильом де Фле (7.03.1195 — 13.12.1202);
- Гильом д’Отиньяк (1203 — 21.06.1216);
- Бернар де Мез (9.07.1216 — 25.12.1230);
- Жан II де Монлор (1.08.1234 — 7.05.1247);
- Ренье Саккуэн (1247 — 13.01.1249);
- Пьер де Конк (1.03.1249 — 7.04.1256);
- Гильом Кристоф (3.05.1256 — 14.01.1263);
- Беранже де Фрезуль (1263 — 5.01.1296);
- Госелен де Ла Гард (10.08.1296 — 12.03.1304);
- Пьер де Леви де Мирпуа (22.01.1306 — 29.07.1309), назначен епископом Камбре;
- Жан-Раймон де Комменж (29.07.1309 — 13.11.1317), назначен архиепископом Тулузы;
- Гайяр де Сомат (12.11.1317 — 8.02.1318), назначен архиепископом Арля;
- Андре де Фредоль (8.02.1318 — 29.02.1328);
- Жан де Виссек (14.03.1328 — 28.08.1334);
- Пиктавен де Монтескью (12.09.1334 — 27.01.1339), назначен епископом Альби;
- Арно де Вердаль (15.03.1339 — 23.12.1352);
- кардинал Одуэн Обер (30.01.1353 — январь 1354);
- Дюран де Шапель (1354—1361);
- Пьер де Канийяк (29.01.1361 — † 7.07.1361);
- Дьёдонне де Канийяк (2.08.1361 — 1366), бенедиктинец;
- Госелен де Део (Дрё) (13.03.1367 — 31.03./09.08.1373);
- Пьер де Верноль (13.08.1373 — 3.10.1389), бенедиктинец;
- Антуан де Ловье (19.10.1389 — 23.10.1405);
- Пьер Адемар (20.11.1405 — 1418);
- блаженный Луи Алеман (22.06.1418 — 3.12.1423), назначен епископом Арля;
- Гильом Форестье (3.12.1423 — 11.02.1429), назначен епископом Гапа;
- Лежер Сапори д’Эраг (11.02.1429 — 1431);
- Бертран Робер (27.06.1431 — 1432);
- Робер де Рувр (6.03.1433 — 16.07.1453);
- Мор де Вальвиль (19.12.1453 — 28.02.1471);
- Жан Бональ (14.02.1472 — 15.08.1487);
- Гийом Ле Руа де Шавиньи (1.10.1487 — 1488);
- Изарн Баррьер(5.11.1490 — 19.04.1498);
  - Раймон Пероль (4.07.1498 — 18.03.1499), августинец-еремит, апостольский администратор;
- Гильом I Пеллисье (18.03.1499 — 1526);
- Гильом II Пеллисье (26.07.1526 — 27.03.1536), кафедра перенесена в Монпелье.

### Кафедра Монпелье
- Гильом II Пеллисье (27.03.1536 — † 25.01.1568);
- Пьер де Рюилье (1570);
- Антуан де Сюбье де Кардо (24.10.1572 — † 8.11.1596);
- Гитар де Рат (26.03.1597 — † 7.08.1602);
- Жан Гарнье (11.12.1602 — † 15.09.1607), бенедиктинец;
- Пьер Фенолье (10.09.1608 — † 24.11.1652);
- кардинал Ринальдо д’Эсте (1653—1655);
- Франсуа дю Боске (31.01.1656 — † 24.06.1676);
- Шарль де Прадель (24.06.1676 — † 17.09.1696);
- Шарль-Жоакен Кольбер де Круасси (14.01.1697 — † 8.04.1738);
- Жорж-Лазар Берже де Шаранси (3.09.1738 — † 14.02.1748);
- Луи-Франсуа-Рено де Вильнёв (16.09.1748 — † 24.01.1766);
- Раймон де Дюрфор (6.08.1766 — 9.05.1774), назначен архиепископом Безансона;
- Жозеф-Франсуа де Малид (9.05.1774 — 1802);
  - Доминик Пудеру (1791—1799), антиепископ;
  - Александр Виктор Руане (1799—1801), антиепископ;
- Жан-Луи-Симон Ролле (10.11.1802 — 21.03.1806);
- Николя-Мари Фурнье де Ла Контамин (26.08.1806 — † 29.12.1834);
- Шарль-Тома Тибо (24.07.1835 — † 4.05.1861);
- Франсуа-Мари-Жозеф Лекуртье (22.07.1861 — 5.08.1873);
- кардинал Франсуа-Мари-Анатоль де Роверье де Кабриер (16.01.1874 — † 21.12.1921);
- Рене-Пьер Миньен (3.08.1922 — 21.07.1931), назначен архиепископом Ренна;
- Габриель Брюн (20.05.1932 — † 24.02.1949);
- Жан Дюперре (24.02.1949 — † 25.10.1957);
- Сиприен-Луи-Пьер-Клеман Турель (24.02.1958 — 15.05.1976);
- Луи-Антуан-Мари Боффе (15.05.1976 — 6.09.1996);
- Жан-Пьер-Бернар Рикар (6.09.1996 — 21.12.2001), назначен архиепископом Бордо; с 24 марта 2006 года — кардинал;
- Ги-Мари-Александр Томазо (28.08.2002 — 3.06.2011);
- Пьер-Мари-Жозеф Карре (3.06.2011 — 9.07.2022);
- Норбер Тюрини (с 9 июля 2022 года).

## Статистика
На конец 2004 года из 1 000 000 человек, проживающих на территории епархии, католиками являлись 670 000 человек, что соответствует 67 % от общего числа населения епархии.
| год  | население | население | население | священники | священники        | священники         | священники                           | постоянные диаконы | монахи  | монахи  | приходы |
| год  | католики  | всего     | %         | всего      | белое духовенство | черное духовенство | число католиков на одного священника | постоянные диаконы | мужчины | женщины | приходы |
| ---- | --------- | --------- | --------- | ---------- | ----------------- | ------------------ | ------------------------------------ | ------------------ | ------- | ------- | ------- |
| 1950 | 440.000   | 461.000   | 95,4      | 462        | 350               | 112                | 952                                  |                    | 112     | 1.023   | 416     |
| 1970 | 525.000   | 591.397   | 88,8      | 466        | 363               | 103                | 1.126                                |                    | 209     | 1.156   | 410     |
| 1980 | 600.000   | 648.202   | 92,6      | 548        | 381               | 167                | 1.094                                | 1                  | 167     | 842     | 416     |
| 1990 | 675.000   | 721.000   | 93,6      | 415        | 299               | 116                | 1.626                                | 3                  | 196     | 736     | 385     |
| 1999 | 601.626   | 794.603   | 75,7      | 370        | 247               | 123                | 1.626                                | 15                 | 178     | 636     | 324     |
| 2000 | 670.000   | 900.000   | 74,4      | 373        | 248               | 125                | 1.796                                | 17                 | 181     | 488     | 324     |
| 2001 | 670.000   | 900.000   | 74,4      | 345        | 221               | 124                | 1.942                                | 18                 | 179     | 475     | 166     |
| 2002 | 670.000   | 900.000   | 74,4      | 272        | 215               | 57                 | 2.463                                | 19                 | 109     | 505     | 162     |
| 2003 | 670.000   | 900.000   | 74,4      | 318        | 212               | 106                | 2.106                                | 22                 | 155     | 495     | 173     |
| 2004 | 670.000   | 1.000.000 | 67,0      | 348        | 223               | 125                | 1.925                                | 23                 | 174     | 485     | 166     |